# Каплуновский, Владимир Павлович
Влади́мир Па́влович Каплуно́вский (1906 — 1969) — советский художник-постановщик кино, кинорежиссёр. Заслуженный деятель искусств РСФСР (1968). Лауреат двух Сталинских премий (1947, 1950).

## Биография
Родился 15 (28) июля 1906 год в Харькове.
В 1924—1928 годах учился на театральном факультете КГХИ (факультет кино и театра).
С 1929—1935 годы работал на «Украинфильме».
С 1934 по 1940 год работал на «Межрабпомфильме».
С 1940 года до конца жизни трудился на «Мосфильме», где в 1944—1949 годы был главным художником.
Для работ мастера характерны чёткость графического рисунка, простота и лаконизм выразительных средств, стремление к драматической передаче настроений.
Скончался 14 февраля 1969 года в Москве.

## Фильмография

### Художник
- 1929 — Вредитель
- 1930 — Мирабо
- 1930 — Не задерживайте движения
- 1930 — Свой парень
- 1930 — Трансбалт
- 1931 — Генеральная репетиция
- 1931 — Штурмовые ночи
- 1934 — Восстание рыбаков
- 1934 — Живой бог
- 1935 — Гибель сенсации
- 1935 — Строгий юноша
- 1936 — Застава у Чёртова брода
- 1936 — Карл Бруннер
- 1937 — Белеет парус одинокий
- 1938 — Пиковая дама (не был завершён)
- 1939 — Трактористы
- 1940 — Весенний поток
- 1940 — Небеса
- 1940 — Яков Свердлов
- 1941 — Боевой киносборник № 8 («Ночь над Белградом»)
- 1941 — Мечта
- 1942 — Швейк готовится к бою
- 1942 — Александр Пархоменко
- 1942 — Боевой киносборник № 11
- 1943 — Два бойца
- 1944 — Малахов курган
- 1944 — Я — черноморец
- 1946 — Большая жизнь (эскизы с Ф. Богуславским)
- 1946 — Глинка
- 1947 — Свет над Россией
- 1947 — Весна
- 1948 — Страницы жизни
- 1949 — Падение Берлина
- 1951 — Незабываемый 1919 год
- 1952 — Ревизор
- 1954 — Испытание верности
- 1962 — Деловые люди
- 1965 — Дайте жалобную книгу
- 1966 — Кавказская пленница, или Новые приключения Шурика

### Режиссёр
- 1955 — Мексиканец
- 1958 — Капитанская дочка
- 1961 — Любушка

## Награды
Государственные
- Сталинская премия второй степени (1947) — за оформление фильма «Глинка» (1946)
- Сталинская премия первой степени (1950) — за оформление фильма «Падение Берлина» (1949)
- заслуженный деятель искусств РСФСР (1968)
- орден «Знак Почёта» (14.04.1944)

Профессиональные премии и награды
- МКФ в XII Локарно (1959)
- диплом III МКФ в Ванкувере (1960)
- диплом IV МКФ в Монреале (1960)
- диплом участия МКФ в Стратфорде (1960)